# Jouy-le-Moutier
Jouy-le-Moutier – miejscowość i gmina we Francji, w regionie Île-de-France, w departamencie Dolina Oise.
Według danych na rok 1990 gminę zamieszkiwało 16 910 osób, a gęstość zaludnienia wynosiła 2437 osób/km² (wśród 1287 gmin regionu Île-de-France Jouy-le-Moutier plasuje się na 176. miejscu pod względem liczby ludności, natomiast pod względem powierzchni na miejscu 554.).

## Współpraca
- Bornheim, Niemcy